# Sokół wędrowny
Sokół wędrowny (Falco peregrinus) – gatunek średniego ptaka drapieżnego z rodziny sokołowatych (Falconidae). Zasiedla wszystkie kontynenty z wyjątkiem Antarktydy. W Polsce skrajnie nieliczny ptak lęgowy.

## Systematyka
Podgatunek F. p. pelegrinoides jest przez niektórych autorów uznawany za odrębny gatunek (wraz F. p. babylonicus jako jego podgatunkiem), jednak według badań wykazuje bardzo małe różnice genetyczne w stosunku do innych podgatunków sokoła wędrownego, by traktować go jako oddzielny takson.

## Charakterystyka

### Cechy gatunku

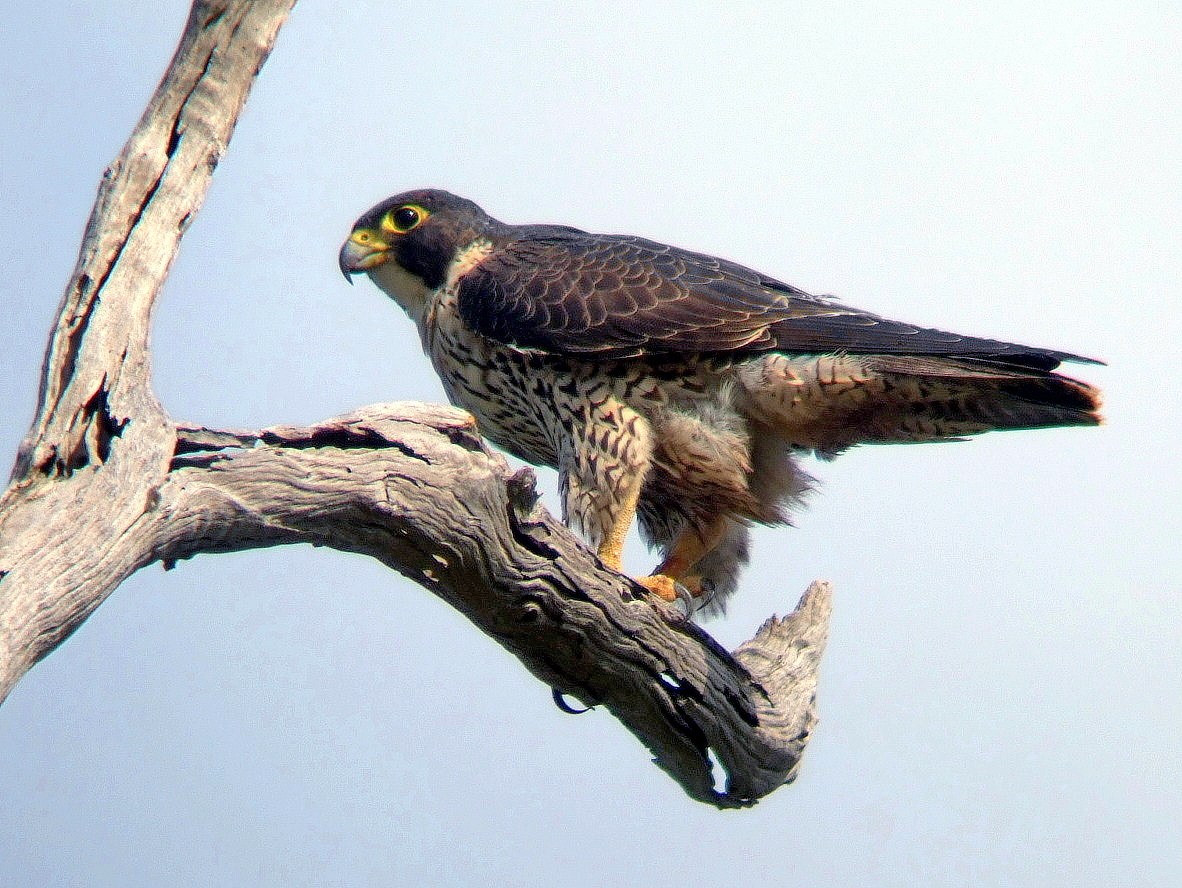
Podgatunek Falco peregrinus macropus w Australii

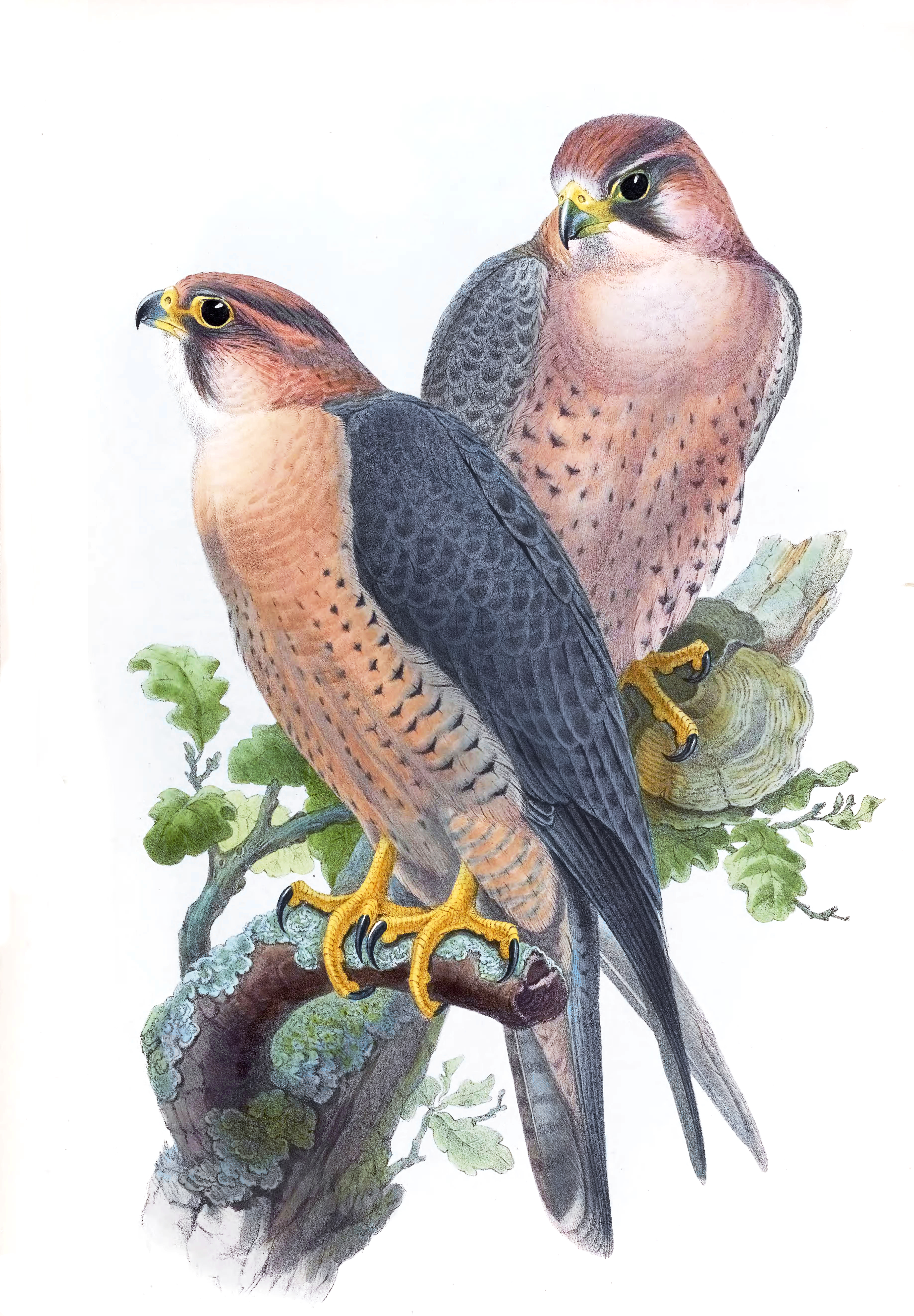
Ilustracja podgatunku Falco peregrinus babylonicus

Duży sokół, o krępej sylwetce, silnej budowie ciała z długimi, ostro zakończonymi skrzydłami i masywną głową. Samica większa o około 1/3. Ptaki obu płci ubarwione podobnie. Dorosłe – wierzch stalowoszary z rozjaśnieniem na kuprze, wole kremowe, spód biały z nakrapianiem na piersi w kształcie łez, a poniżej ciemnym poprzecznym prążkowaniem. Osobniki młode – wierzch ciemnobrązowy, spód kremowy z podłużnym prążkowaniem. Mają jasne kreskowanie na bokach głowy i karku, a kremowo ubarwiony spód uwidacznia grube i ciemne kreski. Wąs jest niewyraźnie zaznaczony.
Na policzkach charakterystyczny czarny „wąs” kontrastujący z białym policzkiem. Jest bardziej wyrazisty w porównaniu z innymi sokołami podobnej wielkości. Szyja i ogon krótkie. Dziób krótki, silnie hakowato zagięty z charakterystycznym „zębem” w górnej części i odpowiadającym mu wcięciem w żuchwie. Nogi, woskówka, obramowanie oczu i nasady dzioba w intensywnie żółtym kolorze. Nozdrza wyraźnie widoczne na tle woskówki, okrągłe, z widocznym centralnym punktem. Oko bardzo ciemne, z prawie niewidoczną źrenicą.
Kolorystyka wyraźnie różni się pomiędzy podgatunkami, szczególnie egzotycznymi. Jest znacznie większy od pustułki. W porównaniu z nią szersze u nasady i bardziej zaostrzone skrzydła. Ubarwienie wierzchu może mylić go z kobuzem.

### Wymiary średnie
- samiec
  - długość ciała: 38–45 cm[7]
  - rozpiętość skrzydeł: 87–100 cm[7]
- samica 
  - dł. ciała: 46–51 cm[7]
  - rozpiętość skrzydeł: 104–114 cm[7]
- długość ogona: 13,5–18 cm[8]
- długość czaszki: 63 mm, w tym dzioba 22 mm[9]

### Masa ciała[8]
samce 0,6–0,75 kg

samice 0,9–1,3 kg

### Zachowanie
Lot sokoła jest zwinny i energiczny, choć uspokaja się przy dłuższych dystansach. Skrzydła są wtedy lekko zagięte. Poza okresem lęgowym prowadzi samotniczy tryb życia. Dorosłe ptaki przez cały rok przebywają w okolicach swojego rewiru lęgowego. To przeważnie ptaki młode podejmują wędrówki.
Na terenach lęgowych da się słyszeć dźwięczne, skarżące zawołania – zawodzenie.
Pomimo nazwy gatunkowej sokół wędrowny nie jest ptakiem migrującym. W wielu innych krajach jednak zaznacza się ten fakt, np. w nazwie niemieckiej Wanderfalke, angielskiej Peregrine i włoskiej Pellegrino. Po łacinie peregrinus oznacza wędrowca lub pielgrzyma. Prawdopodobnie określenie wzięło się z czasów wyłapywania młodych ptaków przez sokolników do celów łowieckich. W tym wieku osobniki młodociane nim osiągną dojrzałość płciową chętnie się przemieszczają, choć i tak na dość niewielkie odległości. Tej nieścisłości odpowiadają tylko populacje północne, które wędrują jesienią i wiosną. Poza tym w pozostałych obszarach areału jest to gatunek osiadły.
Szybkość, z jaką porusza się sokół w trakcie ataku na zwierzynę, zmierzył Ken Franklin w latach 90. Skoczył z ptakiem na dużej wysokości z samolotu i osiągnął prędkość 400 km/h. Uważa jednak, że mogłaby być ona jeszcze większa.

## Zasięg występowania
Gatunek kosmopolityczny; zasiedla wszystkie kontynenty z wyjątkiem Antarktydy. W północnej części Europy występuje podgatunek nominatywny (F. p. peregrinus), którego zasięg występowania obejmuje całą północną Eurazję, z wyjątkiem rejonów pokrytych tundrą. W rejonie śródziemnym oraz na Kaukazie i w północnym Iranie napotkać można osobniki podgatunku brookei. Od Laponii do północno-wschodniej Syberii rozciąga się zasięg występowania F. p. calidus. W Ameryce Północnej występuje podgatunek anatum, na południu jego zasięg występowania ogranicza północny Meksyk. Alaskę i Grenlandię zasiedlają ptaki podgatunku F. p. tundrius, natomiast Aleuty, południową Alaskę oraz południowo-zachodnią Kanadę – F. p. pealei. W Ameryce Południowej od Kolumbii do Ziemi Ognistej oraz na Falklandach napotkać można podgatunek cassini. Wyłącznie w Azji napotkać można podgatunek japonensis (płn.-wsch. Syberia na wschód do Japonii), peregrinator (Pakistan, Indie, Sri Lanka oraz południowo-wschodnie Chiny), a także furuitii (wyspy Bonin). F. p. madens spotykany jest na Wyspach Zielonego Przylądka, F. p. minor w Maroku, Mauretanii i Afryce na południe od Sahary, natomiast radama na Madagaskarze i Komorach. W Australii i Oceanii występują 3 podgatunki: ernesti (Filipiny, Indonezja, Nowa Gwinea i Archipelag Bismarcka), macropus (Australia) oraz nesiotes (Wyspy Salomona, Vanuatu, Nowa Kaledonia oraz Fidżi).
Zasięg występowania w zależności od podgatunku:
- F. peregrinus tundrius – arktyczna tundra Ameryki Północnej od Alaski po Grenlandię.
- F. peregrinus anatum – Ameryka Północna na południe od tundry, na południe (z wyjątkiem północno-zachodniego wybrzeża Pacyfiku) do północnego Meksyku.
- F. peregrinus pealei – wybrzeża zachodniej Ameryki Północnej od Waszyngtonu na północ do zachodniej Alaski, i na zachód przez Aleuty i Wyspy Komandorskie (być może również wybrzeża Kamczatki i Wyspy Kurylskie).
- F. peregrinus cassini – zachodnia Ameryka Południowa od Ekwadoru (lokalnie), na południe przez Boliwię i północną Argentynę do południowego Chile, Ziemi Ognistej i Falklandów.
- F. peregrinus japonensis – północno-wschodnia Syberia na południe do Kamczatki i Japonii.
- F. peregrinus furuitii – Ogasawara (Wyspy Kazan) na południe od Japonii.
- F. peregrinus calidus – tundra Eurazji od Laponii na wschód do północno-wschodniej Syberii (w przybliżeniu do regionu rzek Jana i Indygirka). W Polsce do 2016 stwierdzony 12 razy, w samym roku 2017 – 8 razy[12].
- sokół wędrowny[3] (F. peregrinus peregrinus) – Eurazja na południe od tundry i na północ od Pirenejów, przez Wyspy Brytyjskie i środkową oraz południowo-wschodnią Europę na wschód do południowo-wschodniej Syberii i Rosyjskiego Dalekiego Wschodu (Przyamurze i Kraj Nadmorski) oraz północno-wschodnich Chin.
- F. peregrinus brookei – południowa Francja, Hiszpania i przybrzeżna północna Afryka na wschód przez strefę śródziemnomorską do Kaukazu oraz północnego Iranu.
- F. peregrinus babylonicus – centralna Azja, od wschodniego Iranu do Mongolii.
- sokół berberyjski[3] (F. peregrinus pelegrinoides) – Wyspy Kanaryjskie na wschód przez śródlądową północną Afrykę do Iraku, prawdopodobnie Iranu i Półwyspu Arabskiego.
- F. peregrinus madens – Republika Zielonego Przylądka
- F. peregrinus minor – Afryka na południe od Sahary i rozszerza się na północ do południowego Maroka.
- F. peregrinus radama – Madagaskar i Komory.
- F. peregrinus peregrinator – Pakistan, Indie oraz Sri Lanka na wschód do południowo-wschodnich Chin.
- F. peregrinus ernesti – południowo-wschodnia Azja, Wielkie Wyspy Sundajskie, Filipiny i Wallacea na wschód do Nowej Gwinei, Archipelagu Bismarcka i Wysp Salomona.
- F. peregrinus nesiotes – Vanuatu (na południe od Wysp Torresa i Wyspy Banksa), Nowa Kaledonia i Wyspy Lojalności na wschód do Fidżi.
- F. peregrinus macropus – Australia (oprócz południowo-zachodniej części) i Tasmania.
- F. peregrinus submelanogenys – południowo-zachodnia Australia.

## Liczebność
Organizacja BirdLife International w 2015 roku szacowała liczebność populacji europejskiej (wraz z Turcją) na 14 900 – 28 800 par lęgowych. Obliczona na podstawie tych szacunków liczebność światowej populacji mieści się w przedziale 100–500 tysięcy dorosłych osobników. Organizacja Partners in Flight w 2013 roku szacowała liczebność światowej populacji na około 140 tysięcy osobników, czyli około 93 300 osobników dorosłych. Globalny trend liczebności populacji uznawany jest za stabilny.
W Europie (w tym w Polsce) dawniej był to rozpowszechniony ptak lęgowy (do lat 40. szeroko rozpowszechniony), jednak w latach 50. i 60. XX wieku nastąpił drastyczny spadek jego liczebności, głównie z powodu skażenia środowiska biocydami (w tym pestycydami z grupy DDT).
Sokolnicy w Niemczech i USA opracowali metody intensywnej hodowli ptaków drapieżnych, zaczynając właśnie od tego gatunku. W Polsce sokolnicy rozpoczęli próby hodowli sokoła wędrownego w latach 70. Od połowy lat 80. XX wieku w ramach Programu Restytucji Populacji Sokoła Wędrownego w Polsce z powodzeniem prowadzona jest reintrodukcja sokoła wędrownego do odpowiadających mu biotopów. Od tamtej dekady obserwuje się go już stosunkowo często i regularnie.
W Polsce, gdzie żyje podgatunek nominatywny F. p. peregrinus, jest znów lęgowy, choć bardzo rzadki. Liczebność krajowej populacji lęgowej w latach 2000–2008 oceniano zaledwie na około 10 par, w latach 2013–2016 na 30–55 par, a w roku 2020 na 55 par. Jedna z nich regularnie gniazduje od 1998 roku na Pałacu Kultury i Nauki w Warszawie. Z gniazd m.in. na PKiN oraz na Bielanach, a także na kominie MPEC we Włocławku, KGHM w Głogowie, Lotosu w Gdańsku, PKN ORLEN w Płocku, Zakładach Chemicznych w Policach, kominie Elektrociepłowni 2 oraz PGE w Gdyni, kominie MEC w Koszalinie i kominie Elektrociepłowni Wrotków PGE w Lublinie prowadzona jest transmisja internetowa. W Polsce prowadzone są prace nad restytucją populacji nadrzewnej, jedynej nadal zagrożonej według IUCN/BirdLife International. Podobny program prowadzony jest w Niemczech, planowane są także reintrodukcje w celu odtworzenia populacji nadrzewnej w Białorusi i na Litwie. Obecnie w kraju lęgnie się kilkanaście par, częściej w górach. W Polsce gniazda sokołów widuje się często na kominach zakładów przemysłowych i wysokich budynkach większych miast nad środkową Wisłą, dolną Odrą i w górach południowej części kraju. Lokalizacje lęgowisk są utrzymywane w tajemnicy przed kłusownikami wybierającymi jaja. Na Wybrzeżu pojedyncze sokoły wędrowne pojawiają się w trakcie migracji i zimą, poza tym nad zbiornikami wodnymi i dolinach polskich rzek. Zimuje regularnie, choć decydują się na to jedynie nieliczne ptaki. Coraz częściej widuje się je wtedy w dużych miastach – Warszawie i Wrocławiu. Stowarzyszenie „Sokół” w 2011 roku zlokalizowało 9 par na terenach zurbanizowanych (z czego 5 wyprowadziło z sukcesem młode) – na PKiN w Warszawie, we Włocławku, Szczecinku, Płocku, Głogowie, na budynkach Elektrowni Doliny Dolnej Odry koło Gryfina, Zakładów Wiskord w Szczecinie oraz Zakładów Chemicznych Police oraz na kominie w Toruniu. Wiosną 2012 po raz pierwszy w Polsce znaleziono gniazdo sokoła wędrownego na drzewie w sezonie lęgowym. Na stronie Stowarzyszenia „Sokół” można obserwować jedyne na świecie podglądy z dwóch gniazd nadrzewnych sokołów wędrownych – w Trzebieży i Dolinie Baryczy.

## Biotop
Rozległe obszary wszystkich kontynentów, najczęściej doliny rzeczne i obszary górskie, w Europie także lasy w pobliżu wód ze starodrzewem i wysokimi drzewami. Od połowy XX wieku często zasiedla także tereny zurbanizowane. Półki skalne zastąpione są tam przez wysokie budynki. Miasta obfitują w pokarm – gołębie skalne i pocztowe oraz inne ptaki – brakuje naturalnych wrogów. Unika jednak wysokogórskich regionów, zagospodarowanych dużych pól uprawnych i dużych zamkniętych kompleksów leśnych.
W Europie Środkowej lęgnie się najchętniej w półjaskiniach stromych skalistych ścian i w niszach w okolicach dolin rzecznych i zalesionych gór, kamieniołomów.
Sokoły wędrowne wyróżniały się 2 ekotypami. Podgatunek F. p. peregrinus na Niżu Środkowoeuropejskim (od wschodnich Niemiec po Ural) gnieździł się na drzewach w konstrukcjach lęgowych innych gatunków ptaków – bielików, rybołowów, orlików, jastrzębi, myszołowów, czapli, kormoranów oraz bocianów, które lokowały je na drzewach. Po wprowadzeniu do użytku DDT i niszczeniu miejsc lęgowych ekotyp ten zanikł. Obecnie trudno powiedzieć, czy ekotyp ten różnił się również na poziomie genetycznym od reszty populacji. Techniki molekularne pozwalające to sprawdzić pojawiły się już zbyt późno, na podstawie obecnie żyjących osobników nie da się tego ustalić. W latach 90. odkryto jednak w południowym Uralu kilkadziesiąt leśnych gniazd. Pozwoliło to na stwierdzenie, że ptaki wybierają miejsce na gniazdo według tego, w jakiej lokalizacji znajdował się lęg, w którym same się wychowywały. Ta zasada przyświeca również polskiej reintrodukcji.

### Rola gatunku w biocenozie
Strategię łowiecką sokoła można uznać za oportunistyczną – chwyta najłatwiej dostępną zwierzynę, jaka pojawi się na jego terytorium. Tym samym efektem jego polowań jest stabilizacja zbyt dużego wzrostu liczebności danego gatunku ofiar. Ewolucja tego ptaka pokazuje coraz większą specjalizację w jednej technice łowieckiej – szybkości ataku nurkowego. Odpowiedzią w tym „wyścigu zbrojeń” u atakowanych ptaków jest zwrotność – robienie uników w decydującej chwili oraz wybór odpowiedniego pułapu lotu uwzględniającego zagrożenie.
Sokół wędrowny może wpływać ograniczająco na liczebność jastrzębia (największego swojego konkurenta), zaś jego liczebność limitowana jest przez puchacza.

## Okres lęgowy

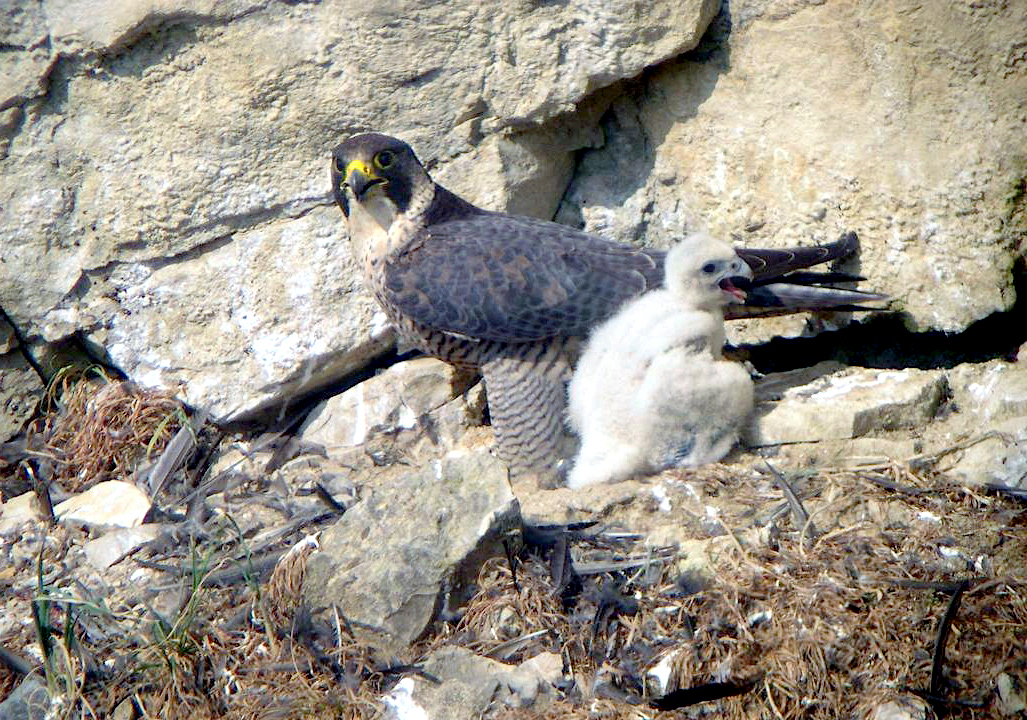
Gniazdo sokoła wędrownego we Francji

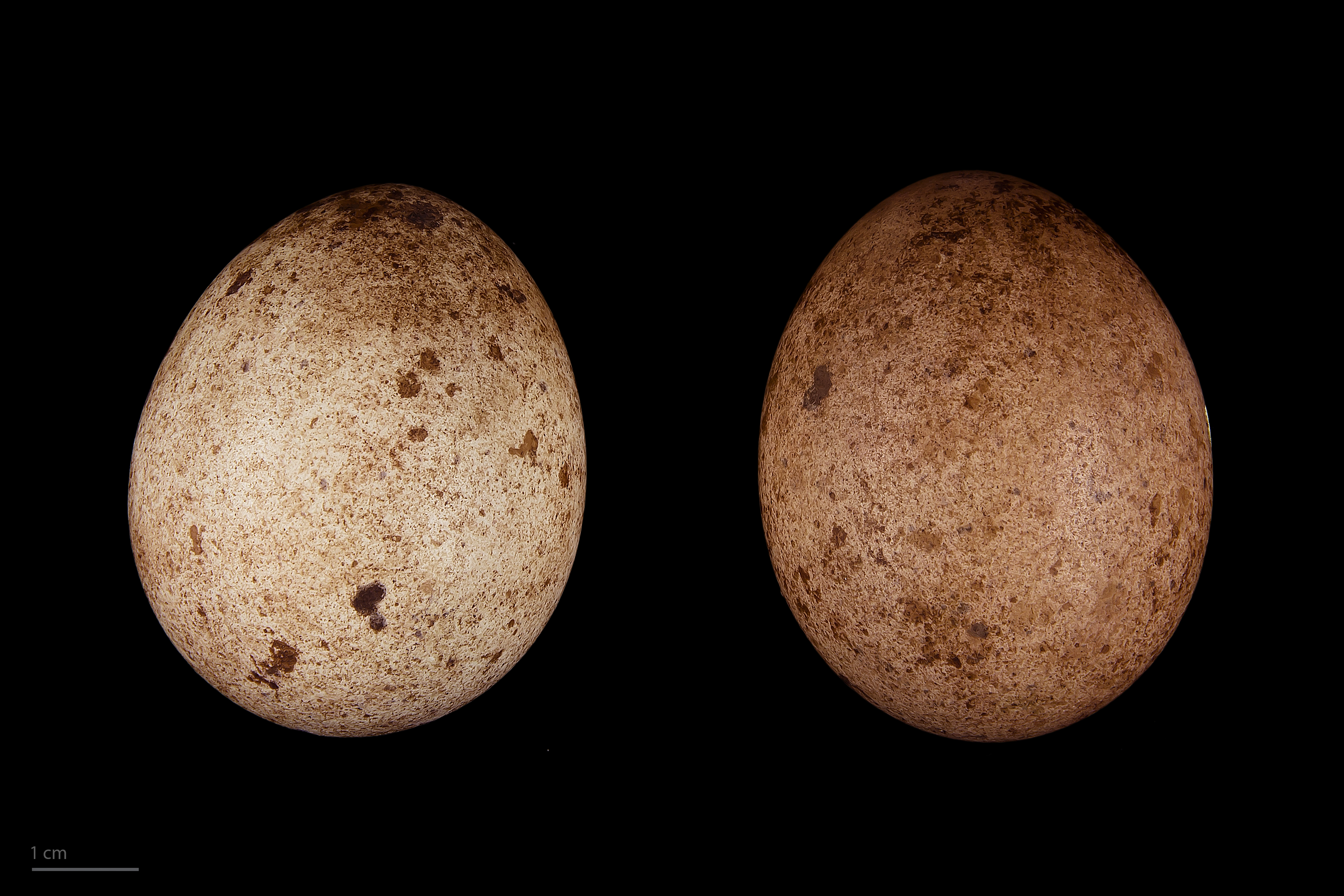
Jaja podgatunku nominatywnego

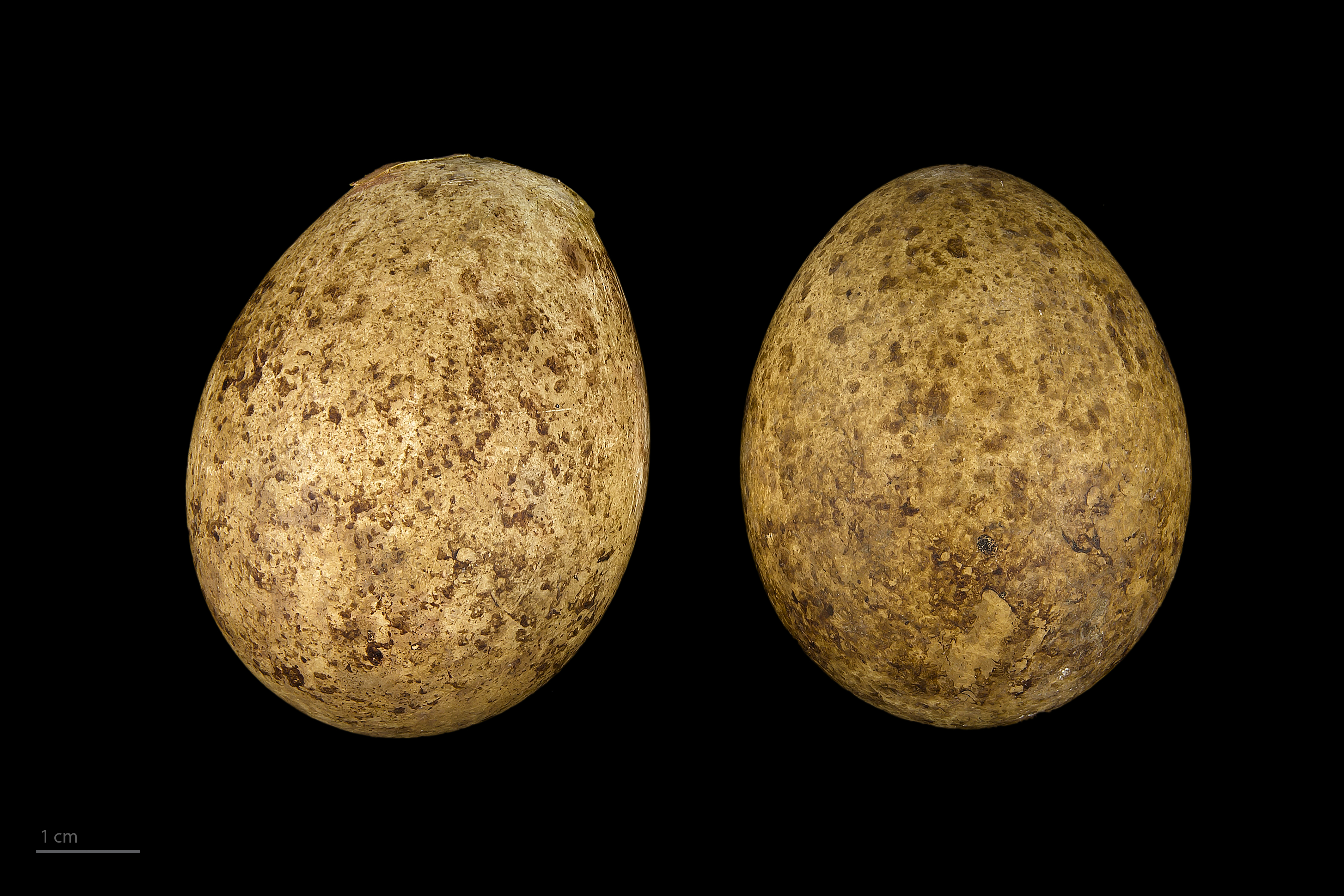
Jaja podgatunku F. p. madens

Gnieździ się na skałach. Gniazdo stanowi dołek wydrapany w glebie; rzadko wykorzystuje gniazda innych gatunków ptaków, zbudowane z patyków. Samica składa w kwietniu 3–4 jaja. Inkubacja trwa 32 dni. Pisklętami, które po wykluciu ważą ok. 37,5 g, zajmuje się jedynie matka, zaczyna polować, gdy pisklęta osiągają wiek 3 tygodni. W tym czasie samiec karmi samicę i młode. Młode spędzają w gnieździe 5–6 tygodni, po jego opuszczeniu przez miesiąc są dokarmiane przez rodziców. Sokoły wędrowne uzyskują możliwość rozrodu w wieku 3 lat.

## Pożywienie

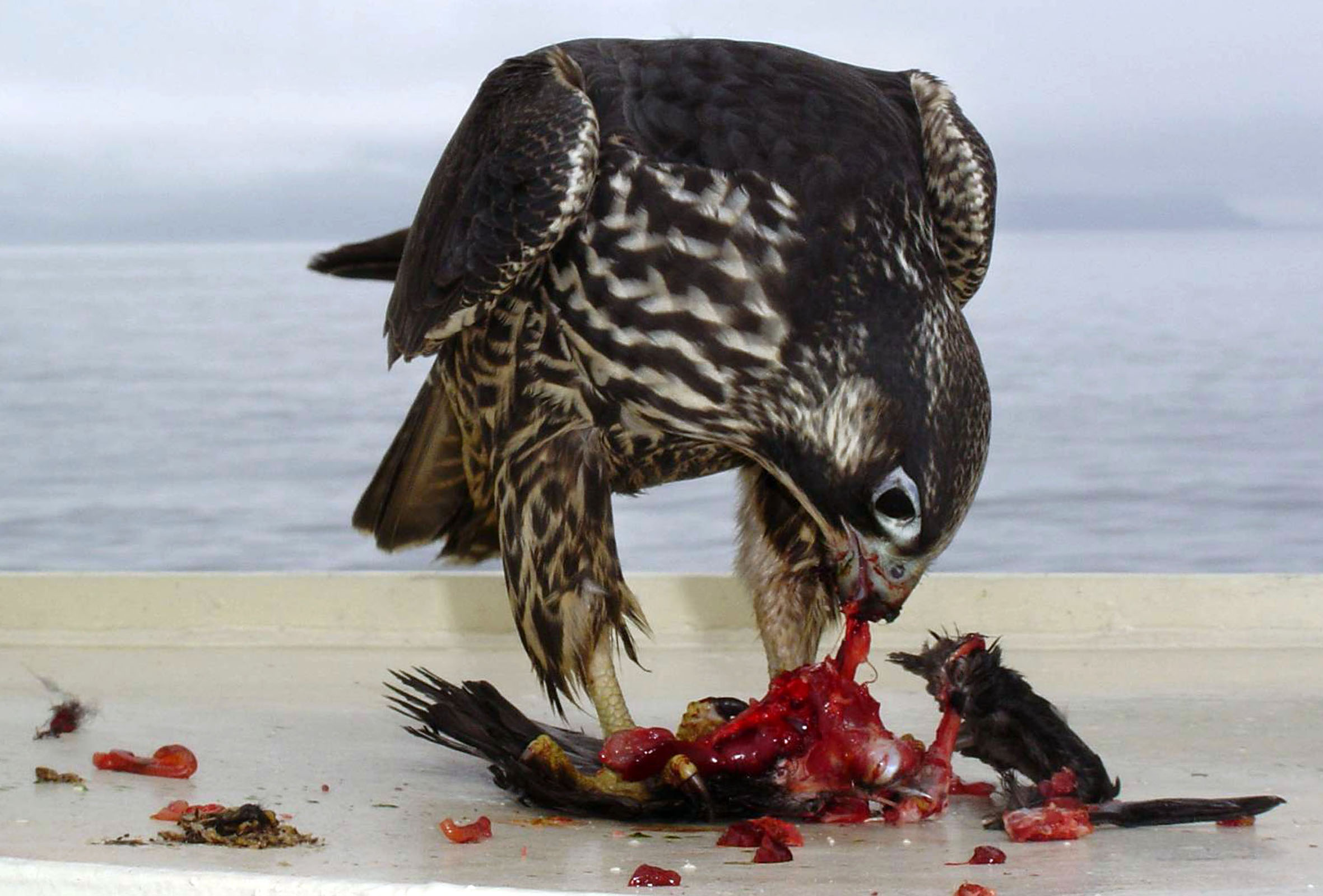
Młodociany sokół wędrowny rozrywający zdobycz

To typowy ornitofag – łowi głównie ptaki wielkości gołębia lub większe, łapane w locie na otwartej przestrzeni. Są to przeważnie gołębie miejskie, siewkowce, mewy i kaczki oraz mniejsze ptaki. W jadłospisie środkowoeuropejskich sokołów wędrownych znajduje się aż 200 gatunków ptaków, choć najczęściej (oprócz wspomnianych wcześniej) są to drozdy, wrony, szpaki.
Zdobycz wypatruje z wysokich punktów obserwacyjnych lub z powietrza. Na ofiarę spada lotem nurkowym z bardzo dużą prędkością (ocenianą nawet na 300–350 km/h) jak pocisk, uderzając w jedno skrzydło ofiary, tak by samemu uniknąć urazu. Przy pikowaniu ma złożone, ale lekko odstające od ciała skrzydła. Pogoń może trwać do skutku. W ataku próbuje doprowadzić zwierzę do śmierci przez samą siłę uderzenia w tył głowy lub kark szponami lub piersiami. Gdy zdobycz bezwiednie opada, sokół nawraca i przechwytuje ją w locie, by ta nie upadła na ziemię. Już samo pojawienie się nad danym terenem sokoła powoduje panikę wśród niedrapieżnego ptactwa.
Jeśli sokół wędrowny musi aktywnie gonić zdobycz w locie, a ta nie jest dużych rozmiarów, może chwytać ją szponami i uśmiercać przez zmiażdżenie dziobem lub skręcenie kręgów szyjnych. Zachowuje się zatem inaczej niż jastrzębie korzystające jedynie z łap.
Osiągając w locie znaczną prędkość, jest w stanie strącać ptaki znacznie przerastające go rozmiarem. Nie potrafi natomiast polować na zwierzynę ukrywającą się wśród drzew i krzewów. W locie pikowym sokół wędrowny potrafi rozwinąć prędkość przekraczającą 320 km/h, co czyni go najszybciej poruszającym się organizmem na Ziemi.
Badania F. Engelmanna pokazują, że w przypadku łowów z czatowni sokół nie atakuje ptaka, np. kawki czy gołębia, który przelatuje tuż pod nim, ale pozwala mu oddalić się na odległość 600–1000 m. Wtedy dopiero rozwija skrzydła i rzucając się w powietrze, pędzi, by „musnąć” ofiarę i wrócić po nią, nim ta spadnie na ziemię.
Ze względu na jedynie powietrzny sposób polowania, potencjalna ofiara siedząca na ziemi nie zostanie upolowana.

## Status, zagrożenia i ochrona
Międzynarodowa Unia Ochrony Przyrody (IUCN) uznaje sokoła wędrownego za gatunek najmniejszej troski (LC – Least Concern).
W Polsce objęty ochroną gatunkową ścisłą. Wymaga ochrony czynnej. Wokół gniazd sokołów wędrownych obowiązuje strefa ochronna: przez cały rok w promieniu do 200 m, a okresowo (od 1.01 do 31.07) – w promieniu do 500 m od gniazda. Na Czerwonej liście ptaków Polski został sklasyfikowany jako gatunek narażony (VU – Vulnerable).
W przypadku Europy w połowie XX wieku prawie zupełnie wyginął. W latach 60. był na skraju wymarcia, ale wieloletnia ochrona poskutkowała gniazdowaniem na terenie kraju. Głównym powodem takiego stanu było powszechne stosowanie środków ochrony roślin, a zwłaszcza DDT. Toksyczne substancje gromadziły się w organizmie tego drapieżnika i powodowały jego bezpłodność. W Polsce wsiedlanie sokołów hodowanych w niewoli rozpoczęto stosunkowo późno, bo w latach 90. XX wieku i dopiero pod koniec tamtej dekady widoczne były tego efekty. Obecnie nadal jest zagrożony:
- prześladowaniami hodowców gołębi;
- wybieraniem jaj z gniazd przez ich kolekcjonerów;
- świadomym zabijaniem sokoła.

W wielu krajach prowadzone są programy restytucji gatunku. W niektórych krajach (np. w USA, części Niemiec, Szwecji, Francji) programy reintrodukcji zostały zakończone, gdyż dzikie populacje zostały odbudowane. W Polsce sokolnicy nadal prowadzą reintrodukcję na terenach leśnych w celu odtworzenia ekotypu nadrzewnego. Stowarzyszenie na rzecz Dzikich Zwierząt „Sokół” zainstalowało w całej Polsce kilkadziesiąt sztucznych gniazd dla sokołów i obrączkuje wszystkie dostępne dzikie sokoły i ptaki reintrodukowane. Używa do tego kolorowych obrączek ornitologicznych i obserwacyjnych, zgodnie z międzynarodowym systemem pozwalającym na ich późniejszą identyfikację.

## Filatelistyka
Poczta Polska wydała 30 października 2019 znaczek o nominale 3,30 zł z fotografią sokoła wędrownego w serii Ptaki Singapuru i Polski (wspólna emisja obu krajów). Nakład liczył 120 000  sztuk. Użyto techniki offsetowej na papierze fluorescencyjnym. Autorem projektu znaczka był Andrzej Gosik. Na znaczku umieszczone zostały łacińska i polska nazwa gatunku: Falco peregrinus sokół wędrowny. W wydanym bloku na bliźniaczym znaczku „singapurskim” znalazł się dzioborożec białobrzuchy.